# Tinolius
Tinolius is een geslacht van vlinders van de familie spinneruilen (Erebidae), uit de onderfamilie Calpinae.

## Soorten
- T. eburneigutta Walker, 1855
- T. hypsana Swinhoe, 1889
- T. quadrimaculatus Walker, 1864
- T. sundensis Hampson, 1926